# Strallo (vela)
Lo strallo (talvolta detto anche straglio) è un cavo, oggi generalmente realizzato in metallo, che sostiene l'albero di una barca o di una nave dalla parte anteriore (prora).
"Andare in strallo" vuol dire, quindi, andare con i cavi tesi, con il vento in poppa.
Nel caso di imbarcazioni con un solo albero (come gli sloop) solitamente collega obliquamente la prua (o il bompresso) della barca con la cima dell'albero (detta testa, da cui armo in testa d'albero). Nelle imbarcazioni sportive invece lo strallo viene collegato ad un'altezza inferiore, variabile da imbarcazione a imbarcazione, generalmente situata a 7/8 dell'altezza dell'albero (da cui armo a sette-ottavi).
Su un'imbarcazione possono esserci più stralli, e ciascuno prende il nome dell'albero (o della parte di albero) che sostiene. Gli stralli fanno parte delle manovre dormienti (fisse) della barca, e su di essi si inferiscono le vele di strallo, come il fiocco o il genoa.